# Полковников Олег Олегович
Олег Олегович Полковников (13 грудня 1973, м. Київ, СРСР) — радянський/український хокеїст, захисник. 
Виступав за «Сокіл» (Київ), ШВСМ (Київ), «Ак Барс» (Казань), «Торпедо» (Ярославль), ЦСК ВВС (Самара), «Спартак» (Москва), «Динамо» (Москва), ЦСКА (Москва), ХК «Капфенберг», «Беркут» (Бровари), «Барс» (Бровари).
У складі національної збірної України (1993—2001) провів 34 матчі (3+8); учасник чемпіонатів світу 1993 (група C), 1994 (група C), 1995 (група C), 1998 (група B), 2000 і 2001. У складі молодіжної збірної України учасник чемпіонату світу 1993 (група C). У складі юніорської збірної СРСР учасник чемпіонату Європи 1991 (група C). 
Досягнення
- Чемпіон Росії (1997), бронзовий призер (1998).